# Lights Off
Lights Off è un singolo del gruppo musicale ceco-norvegese We Are Domi, pubblicato il 3 dicembre 2021.

## Descrizione
Il 6 dicembre 2021 il gruppo è stato confermato come uno dei sette partecipanti ad Eurovision Song CZ, il processo di selezione del rappresentante ceco all'Eurovision Song Contest 2022, con Lights Off. Il successivo 16 dicembre, durante l'evento, sono risultati i preferiti della giuria e del voto online internazionale, ottenendo abbastanza punti per vincere la competizione e diventando ufficialmente i rappresentanti eurovisivi cechi.
Nel maggio successivo, dopo essersi qualificati dalla seconda semifinale, i We Are Domi si sono esibiti nella finale eurovisiva, dove si sono piazzati al 22º posto su 25 partecipanti con 38 punti totalizzati.

## Tracce
Testi e musiche di Dominika Hašková, Casper Hatlestad, Benjamin Rekstad, Einar Eriksen Kvaløy e Abi F Jones.
1. Lights Off – 2:58

## Classifiche
| Classifica (2022) | Posizione massima |
| ----------------- | ----------------- |
| Lituania          | 43                |